# 三田市立ゆりのき台中学校
三田市立ゆりのき台中学校（さんだしりつ ゆりのきだいちゅうがっこう）は、兵庫県三田市にある公立中学校。

## 沿革
- 1992年 - 三田市立けやき台中学校から分離し、開校。

## 交通事故
2010年、ゆりのき台中学校の生徒が交通事故で死亡する事故が発生した。これを受け、学校は事故当日の毎月14日を「命を考える日」としている。

## 部活動

### 運動部
- 野球部
- 陸上競技部
- サッカー部
- ソフトボール部
- バレーボール部
- ソフトテニス部
- バスケットボール部
- 柔道部
- 剣道部

### 文化部
- 美術部
- 科学技術部
- 家庭生活部
- 吹奏楽部

## 校区
- 三田市立あかしあ台小学校
- 三田市立学園小学校
- 三田市立ゆりのき台小学校

## 周辺の施設
- 三田市立あかしあ台小学校
- 兵庫県立三田西陵高等学校
- 有馬カンツリー倶楽部
- 神戸電鉄公園都市線 ウッディタウン中央駅

## 周辺の道路
- 兵庫県道720号テクノパーク三田線

## 校区が隣接している学校
- 三田市立長坂中学校
- 三田市立けやき台中学校
- 三田市立富士中学校
- 神戸市立北神戸中学校
- 三木市立吉川中学校

この他、北摂三田テクノパークを挟んで、以下の学校の校区も近い。
- 三田市立藍中学校